# Ketsch (Gemeinde)

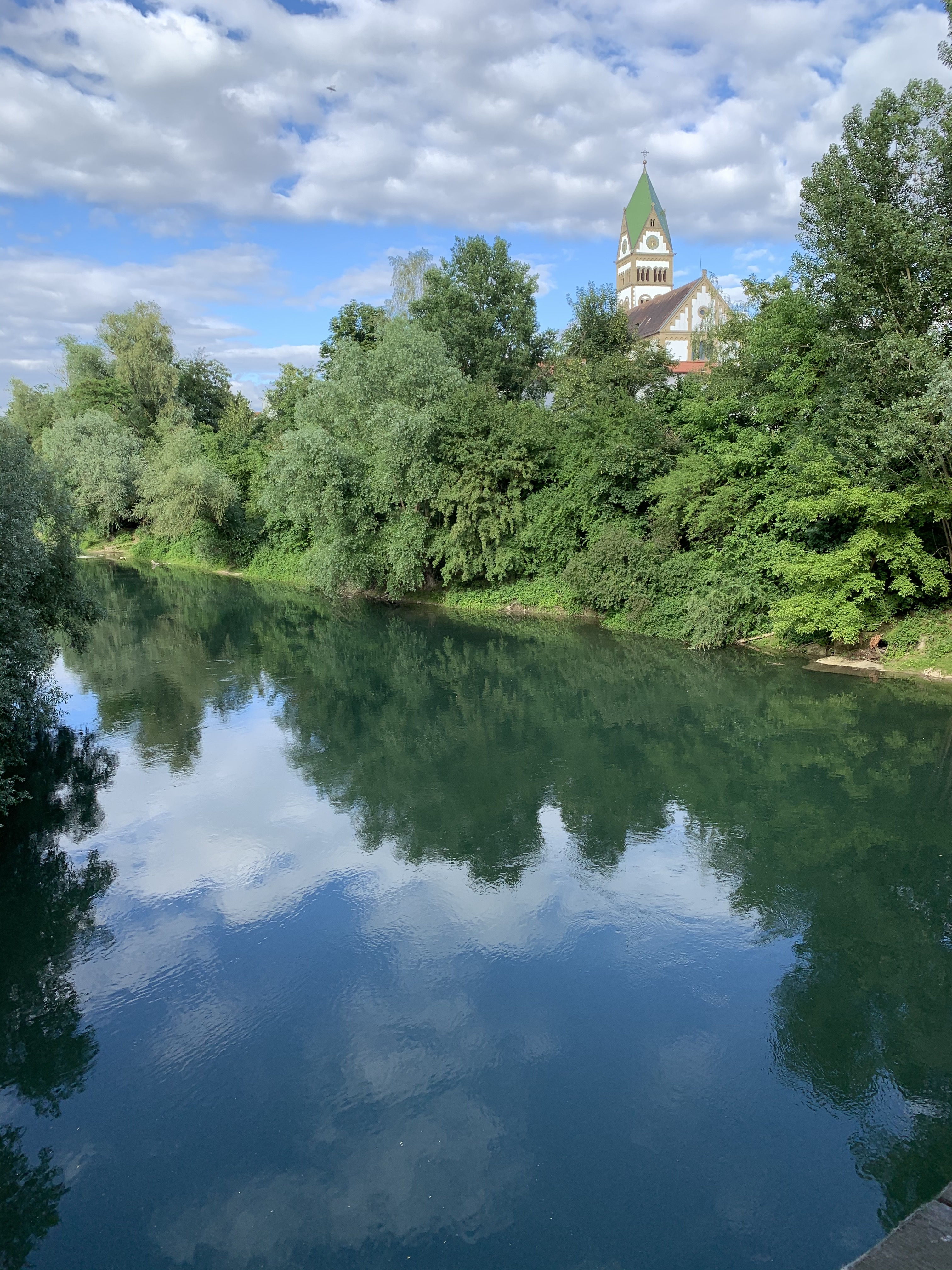
Ketsch von der Rheininsel gesehen, im Vordergrund der Ketscher Altrhein, hinten die katholische Kirche

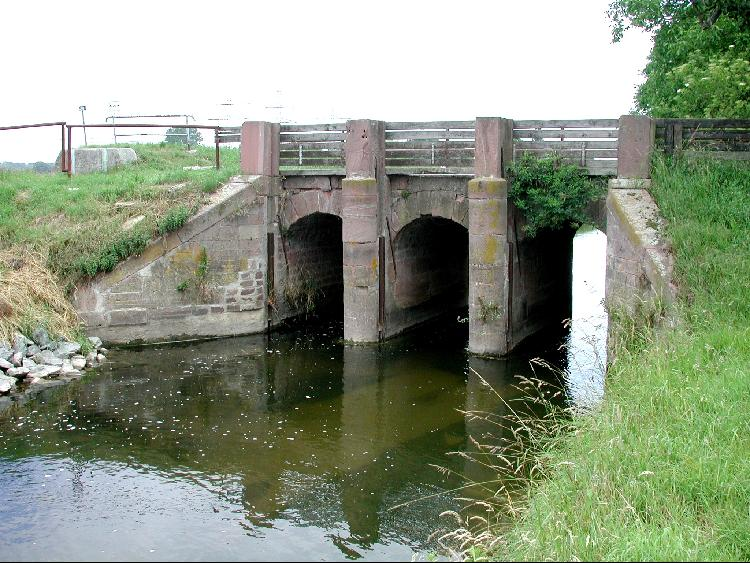
Kraichbachbrücke

Ketsch [kɛt͡ʃ] ist eine Gemeinde im Rhein-Neckar-Kreis in Baden-Württemberg. Sie ist ein Teil der Metropolregion Rhein-Neckar, eines Ballungsraums mit 2,4 Millionen Einwohnern. Das um 1150 erstmals urkundlich erwähnte Ketsch gehörte jahrhundertelang dem Speyerer Domkapitel.

## Geographie

### Lage
Ketsch liegt im Nordwesten von Baden-Württemberg in der Oberrheinischen Tiefebene. Es ist 2,4 km vom dort die Grenze zu Rheinland-Pfalz bildenden und etwa in Nord-Süd-Richtung fließenden Rhein entfernt. Flussabwärts betrachtet liegt es zwischen Altlußheim im Südsüdwesten und Brühl im Norden. Bis direkt westlich an Ketsch heran reicht der Ketscher Altrhein, mit unmittelbar westlich davon gelegenem Naturschutzgebiet Ketscher Rheininsel.

### Nachbargemeinden
Angrenzende Städte und Gemeinden sind Brühl im Norden, Schwetzingen im Osten, Hockenheim im Süden und, auf linksrheinischer Seite, das rheinland-pfälzische Otterstadt im Westen. Mit Speyer 11 km südwestlich, Heidelberg 14 km nordöstlich und Mannheim 18 km nördlich sind drei größere Städte nicht weit entfernt.

### Geologie und Naturraum
Die Ortsbebauung liegt auf einem Hochgestade der Niederterrasse am Rhein. Westlich schließen sich die mehrere Meter tiefer gelegenen Rheinauen an. Östlich endet ein Ausläufer des Neckarschwemmkegels. Vom Kraichgau kommend, durchfließt der Kraichbach das Ortsgebiet und mündet in den Rhein. Zu Ketsch gehört auch seit 1931 die Rheininsel, die durch die Rheinbegradigung Tullas entstand. Sie steht seit 1983 unter Naturschutz und bietet mit ihrer naturnahen Rheinauenlandschaft Lebensraum für eine reiche Tierwelt, insbesondere Vögel und Schmetterlinge.
Bereits 1896 wurde die Fläche des ehemaligen Karl-Ludwig-Sees im Süden angegliedert. Sie steht seit 1990 als Teil des sogenannten Hockenheimer Rheinbogens unter Naturschutz. Der Rheinbogen bietet biologisch vielfältige, sekundäre Feuchtbiotope, die als Rückzugsgebiet für vom Aussterben bedrohten Pflanzen- und Tierarten dienen. Außerdem ist er ein international bedeutsamer Rast- und Nahrungsraum für überwinternde Vogelarten.
Die Gemarkung erstreckt sich über 1652 Hektar. Davon sind 25,5 Prozent Siedlungs- und Verkehrsfläche, 33,3 Prozent werden landwirtschaftlich genutzt, 12,7 Prozent sind Wasserflächen und 26,9 Prozent sind bewaldet.

## Geschichte
Ketsch wurde erstmals um 1150 urkundlich erwähnt und gehörte dem Bischof von Speyer. Die Grundherrschaft lag 1159 durch Schenkung beim Kloster Maulbronn, das 1329 seinen Besitz an das Speyerer Domkapitel verkaufte. Im gleichen Jahr suchte eine Seuche Ketsch heim. Nachdem es bis dahin nur einzelne Höfe gab, entstand wahrscheinlich in der Mitte des 14. Jahrhunderts eine erste Dorfsiedlung. 1529 brach der sogenannte „Englische Schweiß“ in der Gemeinde aus.
Ketsch war Standort einer Rheinfähre (Ketscher Fahr) die im Jahr 1195 erstmals urkundlich erwähnt wurde und Ketsch mit Otterstadt verband.
Von 1558 bis 1583 gab es nachweislich einen Schultheiß namens Enderle in Ketsch. Der Sage nach soll er gegenüber dem Pfalzgrafen und späteren Kurfürsten Ottheinrich von der Pfalz die bäuerlichen Rechte eingefordert und sich gegen die Schäden, die die hoheitlichen Jagdgesellschaften an den Äckern anrichteten, gewandt haben. Über die volkstümlichen Überlieferungen berichten ein Lied von Joseph Victor von Scheffel und ein Schauspiel von Georg Meyer, welches 1934 am Nationaltheater Mannheim uraufgeführt wurde und seit der ersten Inszenierung in Ketsch – im Jahre 1950 – im Abstand von jeweils zehn Jahren während der sogenannten Enderlefestspiele inszeniert wird.
Im 17. Jahrhundert wurde Ketsch im Dreißigjährigen Krieg und im Pfälzischen Erbfolgekrieg zerstört.
1803 wurde Ketsch nach Auflösung des Speyerer Herrschaftsgebietes dem Großherzogtum Baden zugeschlagen. Dort gehörte Ketsch zum Bezirksamt Schwetzingen und ab 1924 zum Bezirksamt Mannheim bzw. später zum Landkreis Mannheim.
Die Fähre in Ketsch bildete ab 1803 die Grenze zwischen dem Großherzogtum Baden und dem Königreich Bayern. Die Zollstation befand sich im Schützenhaus auf der Rheininsel, das noch heute existiert.
Im Jahr 1834 wurde der Rhein bei Ketsch mit dem 16. Durchstich begradigt, wodurch die Ketscher Rheininsel entstand. Wegen der Rheinbegradigung wurde die Rheinfähre 1834 nach Brühl verlegt, die heutige Kollerfähre entstand.

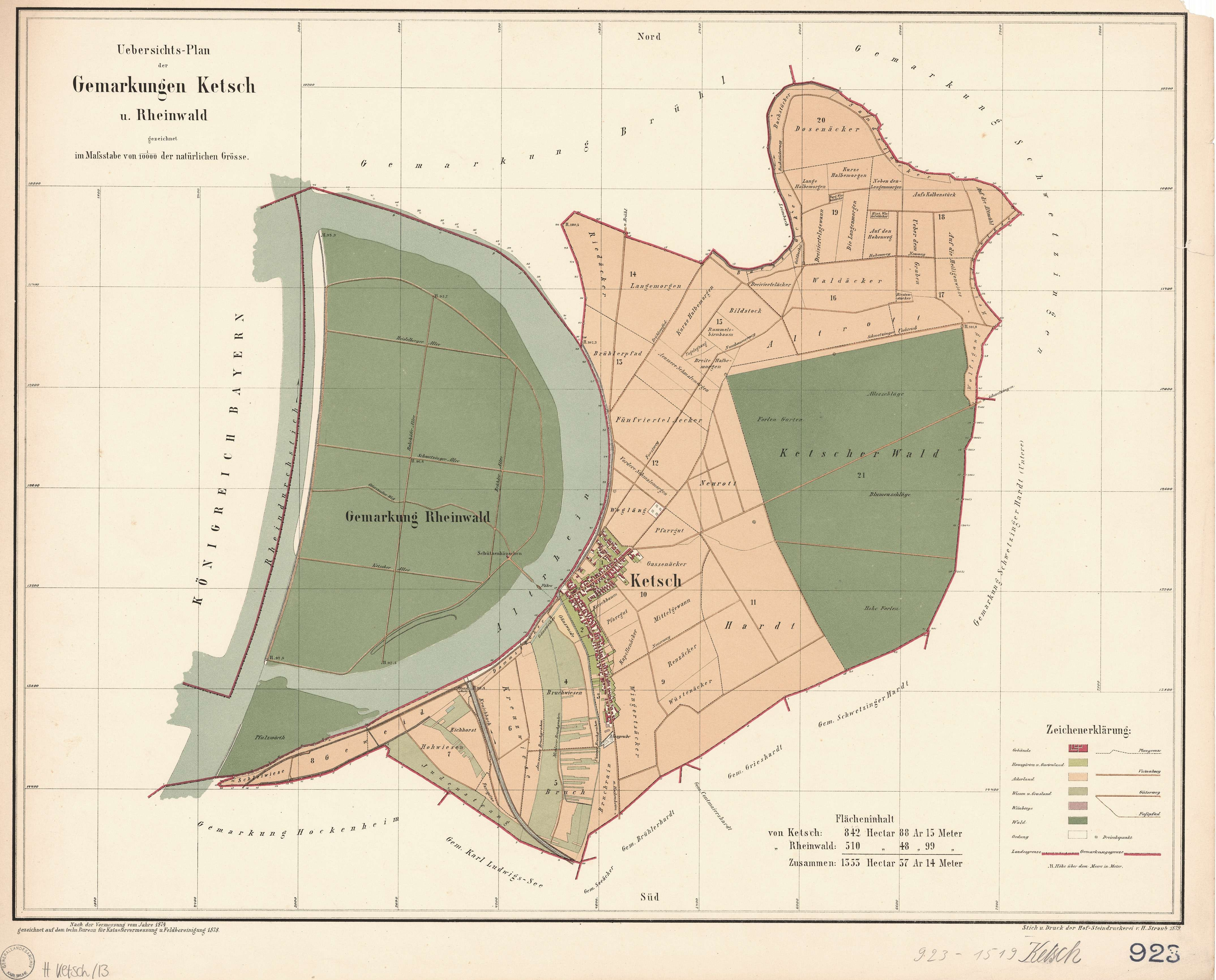
Gemarkungsplan Ketsch und Rheinwald 1878

Hatte das Gemeindegebiet Ende des 19. Jahrhunderts mit 843 Hektar noch bei der rund der Hälfte der jetzigen Fläche gelegen, erreichte sie diese durch Zuteilung von aufgelösten abgesonderten Gemarkungen in zwei Schritten:
- 1896: Karl-Ludwig-See (189 Hektar) und sechs der sieben Hardtgemarkungen (Blessenhardt, Brühler Hardt, Grieshardt Seeäcker, Zehnmorgen, Zentmaiers Hardt) mit insgesamt 110 Hektar
- 1931 Rheinwald mit 511 Hektar

Von 1910 bis 1938 verkehrte die Straßenbahn Schwetzingen–Ketsch. Von 1912 bis 1966 bestand für den Personenverkehr nach Mannheim ein Anschluss an die Bahnstrecke Mannheim-Rheinau–Ketsch. 1915 wurde Ketsch an das Trinkwasser- und Stromnetz angeschlossen. In den Reichstagswahlen der Weimarer Republik war seit 1924 mit Ausnahme von 1928 stets die KPD die stärkste Partei im Ort. Bei der letzten freien Wahl 1933 erreichte sie noch einmal 48 Prozent, das Zentrum 27 Prozent und die NSDAP 17 Prozent. Nachdem die NSDAP im Reich an die Macht gekommen war, gab es in Ketsch noch lange Widerstand. Im Jahre 1935 lieferten sich die Ketscher Kommunisten eine Saalschlacht gegen die SA. Im Zweiten Weltkrieg wurden 255 Häuser beschädigt und 1945 wurde Ketsch von den US-amerikanischen Streitkräften besetzt. 1959 wurde die Rheinhalle eröffnet.
Bei der baden-württembergischen Gemeindereform in den 1970er Jahren gab es zunächst Pläne, eine große Verwaltungseinheit mit Schwetzingen, Brühl, Ketsch, Oftersheim und Plankstadt zu bilden. Letztlich konnte Ketsch aber seine Selbständigkeit behaupten. Mit der Auflösung des Landkreises Mannheim kam Ketsch 1973 zum Rhein-Neckar-Kreis.
Mitte der 1960er Jahre wurde die Autobahn A 6 in geringem Abstand zu neu errichteten Wohngebieten östlich der Gemeinde durch den Ketscher Wald gebaut und 1967 freigegeben. In den 1980er Jahren wurde die Schnellfahrstrecke Mannheim-Stuttgart in Parallellage östlich der Autobahn errichtet. 1990 wurde direkt neben der Schnellfahrstrecke die Landesstraße L599 errichtet.
Einwohnerentwicklung
| Jahr      | 1731 | 1818 | 1852  | 1875  | 1925  | 1950  | 1961  | 1967  | 1970  | 1991   | 1996   | 2000   | 2005   | 2010   | 2015   | 2017   | 2020   | 2021   | 2022   | 2023   |
| --------- | ---- | ---- | ----- | ----- | ----- | ----- | ----- | ----- | ----- | ------ | ------ | ------ | ------ | ------ | ------ | ------ | ------ | ------ | ------ | ------ |
| Einwohner | 295  | 612  | 1.104 | 1.566 | 3.622 | 5.000 | 6.471 | 8.334 | 8.674 | 12.489 | 12.678 | 13.014 | 12.882 | 12.782 | 12.555 | 12.758 | 12.895 | 12.962 | 13.095 | 13.141 |
|           |      |      |       |       |       |       |       |       |       |        |        |        |        |        |        |        |        |        |        |        |

## Religionen

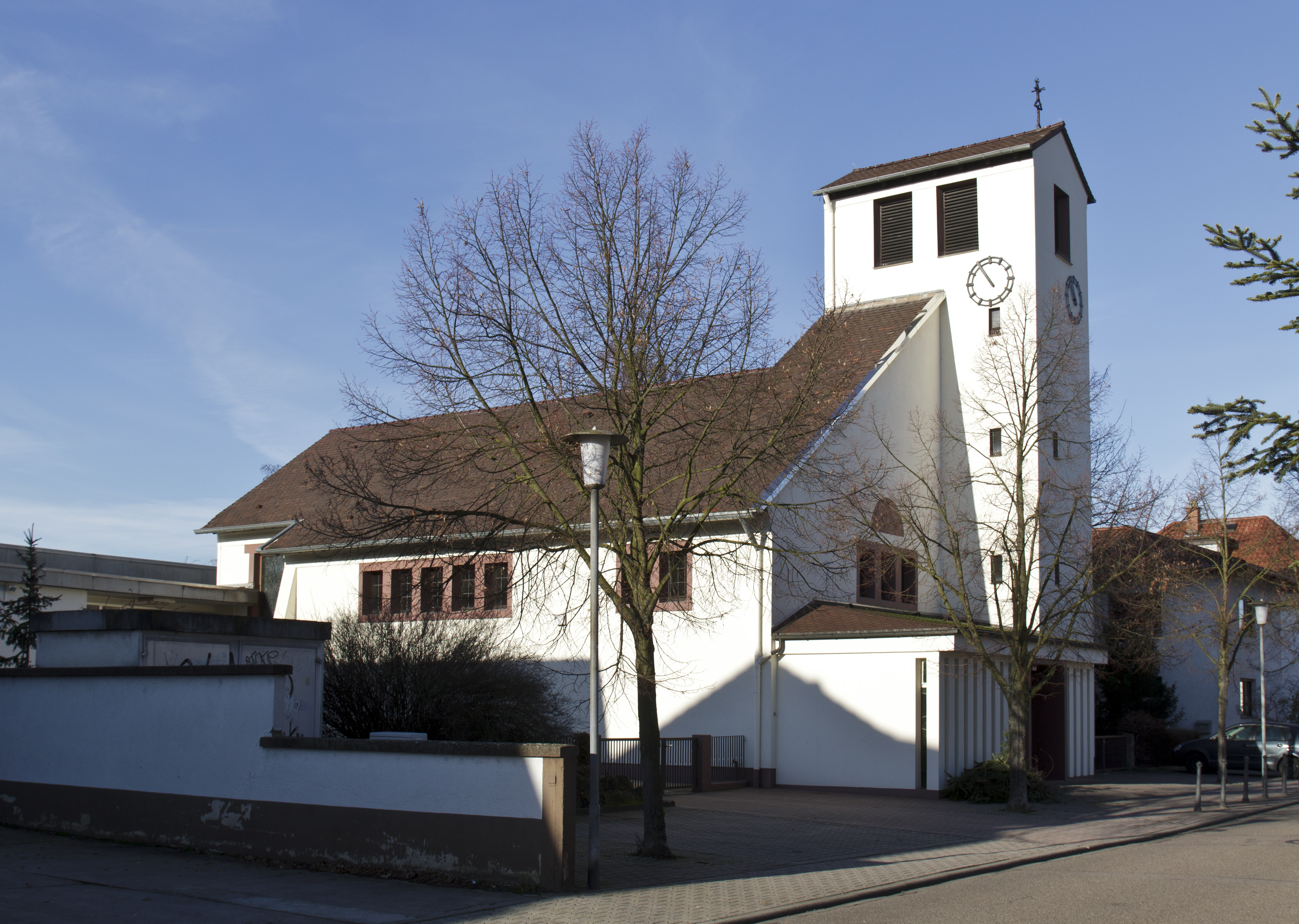
Evangelische Johanneskirche

Im Jahr 1249 wurde die erste Pfarrei in Ketsch erwähnt. Entsprechend der Zugehörigkeit des Ortes zum Speyerer Domkapitel war die weit überwiegende Mehrheit der Bevölkerung katholisch. Noch 1960 stellten die Katholiken mehr als 80 Prozent der Einwohner. Die St.-Sebastian-Kirche im neuromanischen Stil wurde 1905 errichtet. Seit 2006 bildet die katholische Kirchengemeinde Ketsch zusammen mit der Brühler Schutzengelgemeinde die Seelsorgeeinheit Brühl-Ketsch im Dekanat Wiesloch des Erzbistums Freiburg. Im Jahr 2026 sollen die Kirchengemeinden Brühl/Ketsch, Schwetzingen und Hockenheim zur „Römisch-katholische Kirchengemeinde Mittlere Kurpfalz“ fusioniert werden.
Die evangelischen Bewohner gehörten im 19. Jahrhundert zur Brühler Pfarrei. Erst 1938 wurde Ketsch eine eigene Filialgemeinde und erhielt 1956 eine eigene Kirche, die Johanneskirche. 1968 schließlich wurde die Pfarrei selbständig. Die Gemeinde gehört zum Kirchenbezirk Südliche Kurpfalz der Evangelischen Landeskirche in Baden. Im Rahmen des Projekt Ekiba 2032 wird aktuell die Fusionierung der Kirchengemeinde Ketsch mit den anderen Kirchengemeinden des Kooperationsraums Nordwest des Kirchenbezirks Südliche Kurpfalz erarbeitet.
Seit dem 17. Jahrhundert gab es Juden in Ketsch. 1853 hatte die jüdische Gemeinde in Ketsch mit 44 Mitgliedern ihren Höchststand. Anschließend setzte eine Abwanderung in die Städte ein, so dass 1933 noch 13 Bewohner jüdischen Glaubens im Ort lebten. Sechs von ihnen wurden in der nationalsozialistischen Zeit ermordet. Die Synagoge wurde in der Reichspogromnacht 1938 verwüstet.

## Politik

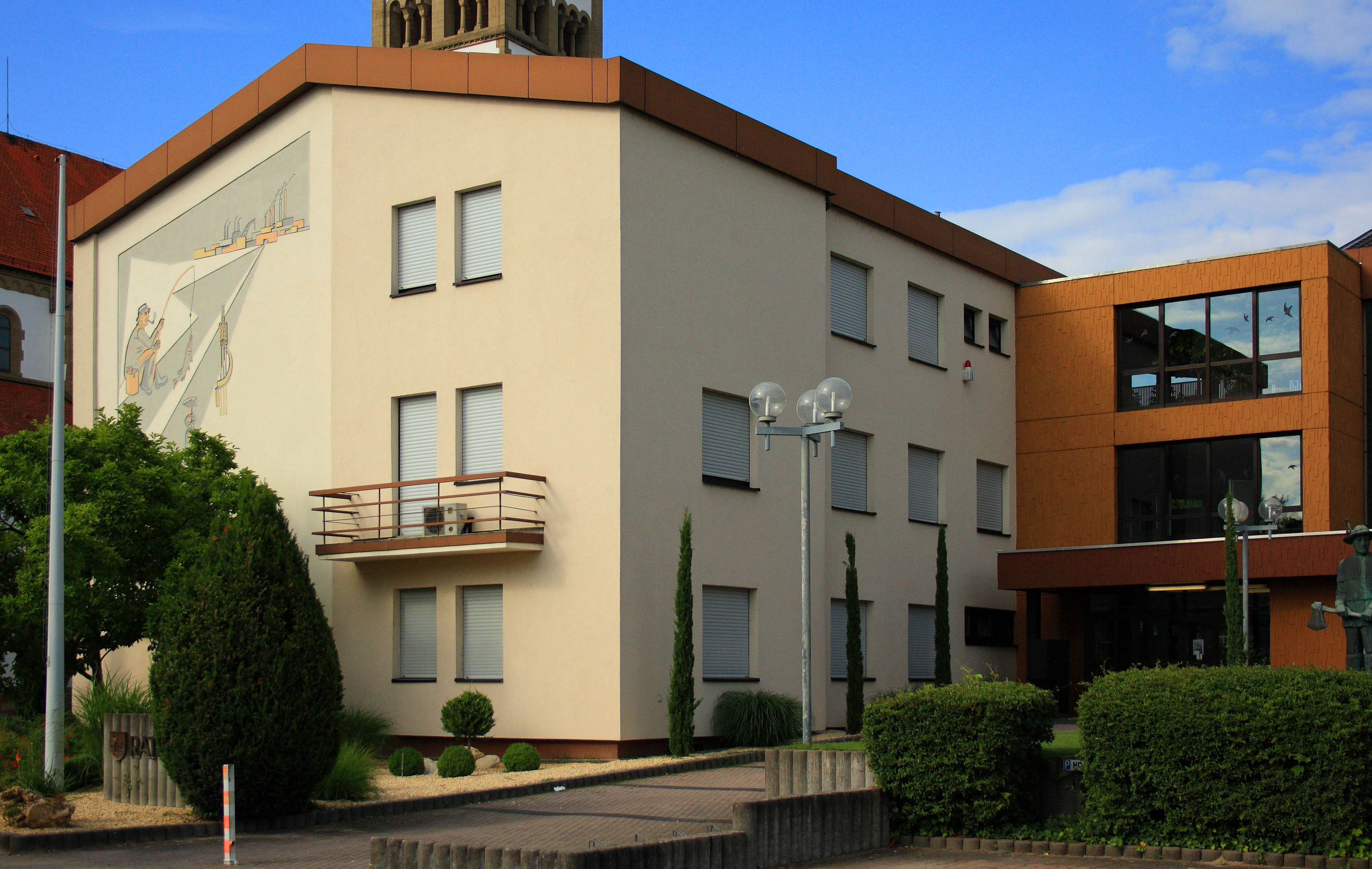
Das Rathaus von Ketsch

### Gemeinderat
Der Gemeinderat hat 22 Sitze und wird in direkter Wahl für jeweils fünf Jahre gewählt. Hinzu kommt der Bürgermeister als stimmberechtigter Gemeinderatsvorsitzender. Nach dem baden-württembergischen Kommunalwahlrecht hat der Wähler die Möglichkeit des Kumulierens und Panaschierens.
Die Kommunalwahlen führten zu folgendem Ergebnis:
|                 | 2014    | 2014    | 2019    | 2019    | 2024    | 2024    |
| --------------- | ------- | ------- | ------- | ------- | ------- | ------- |
| Partei          | Stimmen | Sitze   | Stimmen | Sitze   | Stimmen | Sitze   |
| CDU             | 42,4 %  | 9       | 34,3 %  | 7       | 30,6 %  | 6       |
| SPD             | 27,5 %  | 6       | 24,4 %  | 5       | 21,5 %  | 5       |
| B90/Grünen      | 11,4 %  | 3       | 21,2 %  | 5       | 14,3 %  | 3       |
| FWV             | 13,8 %  | 3       | 16,5 %  | 4       | 16,8 %  | 4       |
| FDP             | 4,8 %   | 1       | 3,7 %   | 1       | 2,6 %   | 1       |
| AFD             |         |         |         |         | 14,3 %  | 3       |
| Wahlbeteiligung | 47,86 % | 47,86 % | 63,49 % | 63,49 % | 64,54 % | 64,54 % |

### Bürgermeister
Der Bürgermeister wird in direkter Wahl für eine Amtszeit von acht Jahren gewählt. Nachdem sein Vorgänger Hans Wirnshofer aus Altersgründen nicht mehr antrat, gewann 2006 Jürgen Kappenstein das Amt im ersten Wahlgang mit 94,09 Prozent. Er ist der Bruder des ehemaligen Oberbürgermeisters der Nachbarstadt Schwetzingen, Bernd Kappenstein. Bei der Bürgermeisterwahl 2022 trat Jürgen Kappenstein nicht mehr an. Am 8. Mai 2022 wurde der parteilose Timo Wangler, zuvor Kämmerer von Sandhausen, im ersten Wahlgang mit 53,5 Prozent der Stimmen zum Bürgermeister gewählt. Er trat das Amt am 1. Juli 2022 an.
Die bisherigen Gemeindeoberhäupter:
| - 1890–1909: Heinrich Rohr - 1909–1919: Karl Stratthaus - 1919–1928: Herrmann Lang (SPD) - 1928–1933: Joh. Sebastian Baro - 1933–1945: Heinrich Jünger (NSDAP) - 1945–1948: Paul Schilling (CDU) | - 1948–1952: Lorenz Krupp (KPD) - 1953–1990: Ferdinand Schmid (CDU, später parteilos) - 1990–2006: Hans Wirnshofer (CDU) - 2006–2022: Jürgen Kappenstein (parteilos) - seit 2022: Timo Wangler (parteilos) |

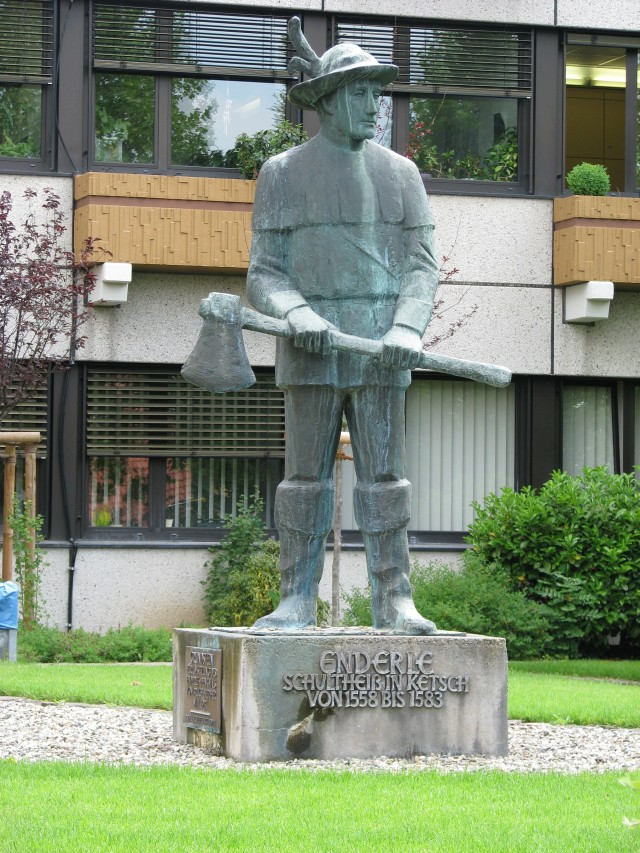
Enderle-Statue

### Wappen
Die Blasonierung des Wappens lautet: In von Silber und Blau gespaltenem Schild vorn der grüngekleidete Enderle von Ketsch mit grünem Federhut, rotem Koller und Gürtel, umgehängter roter Ledertasche und schwarzen Stulpenstiefeln, in den Händen eine schwarze Axt mit rotem Stiel quer haltend; hinten ein goldener Winkel (Triangel), aus dessen Scheitel ein goldenes Endrautenkreuz wächst, begleitet von vier sechsstrahligen goldenen Sternen (1:2:1).
Der Enderle ist eine Sagenfigur des 16. Jahrhunderts. Das Kreuz geht zurück auf ein Siegel aus dem Jahr 1715. So sah auch das 1912 vom Generallandesarchiv ausgearbeitete Wappen aus. Die Farben waren speyerisch Silber und Blau. Auf Wunsch der Gemeinde wurde 1957 ein neues Wappen mit dem hinzugefügten Enderle geschaffen und vom Innenministerium verliehen.
Die Ketscher Flagge ist ebenfalls seit 1957 Gelb-Blau.

### Gemeindepartnerschaften
Mit dem sächsischen Vielau, das 1999 zu Reinsdorf eingemeindet wurde, besteht eine Partnerschaft. Seit 2010 besteht eine Partnerschaft mit Trélazé (Département Maine-et-Loire) in Frankreich.

### Nachbarschaftsverband
Ketsch gehört zum Nachbarschaftsverband Heidelberg-Mannheim, dessen Aufgabe es ist, den regionalen Flächennutzungsplan zu erstellen.

## Kultur und Sehenswürdigkeiten
Ketsch liegt an der Bertha Benz Memorial Route, die an vielen Sehenswürdigkeiten vorbeiführt.

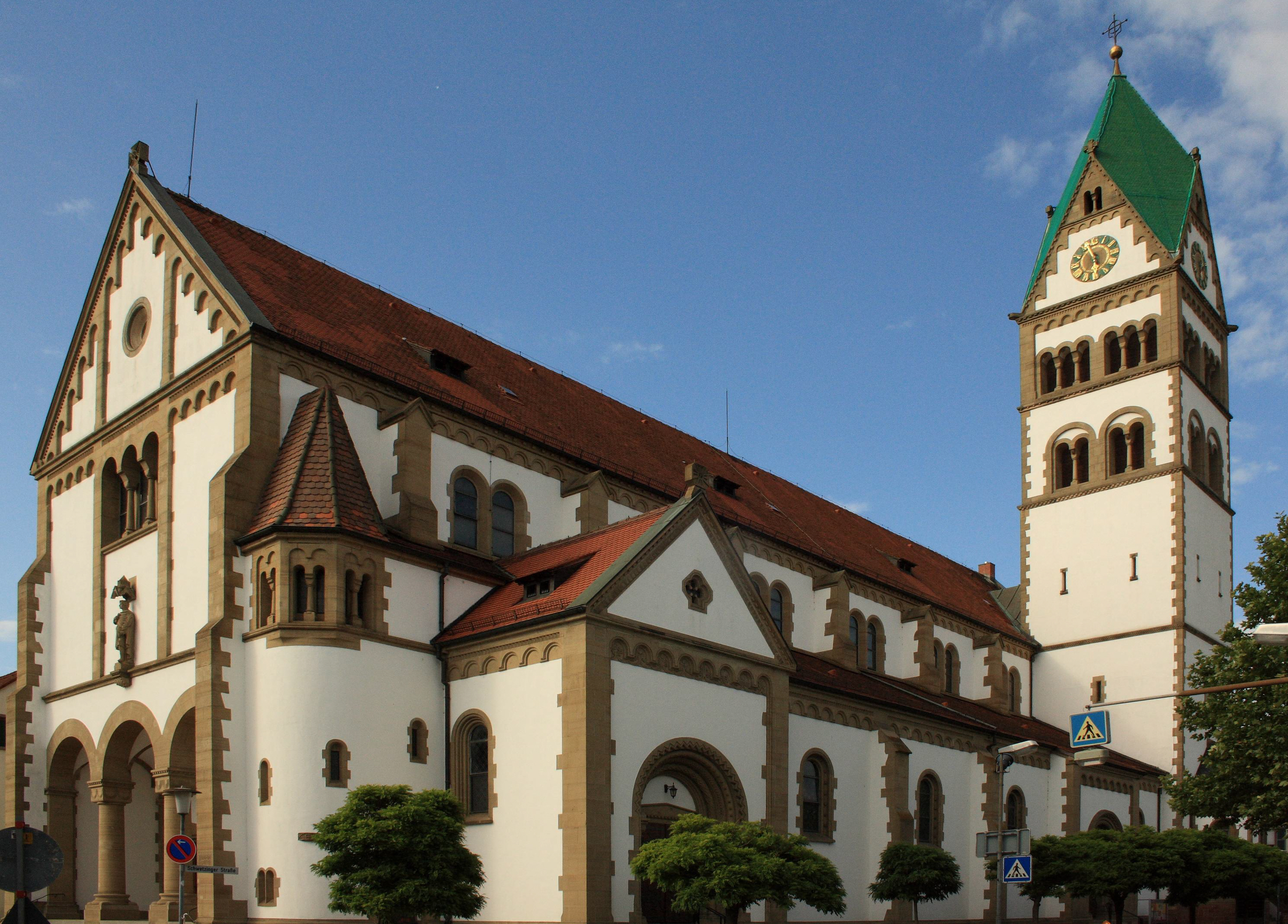
Katholische Kirche St. Sebastian

### Bauwerke
Vor dem Rathaus steht eine Bronzestatue des „Enderle von Ketsch“ sowie neben dem Rathaus eine Statue mit der Abbildung eines Korbflechters als Erinnerung an das traditionelle lokale Handwerk. An der Brücke zur Ketscher Rheininsel steht eine Nepomuk-Statue. Auf der Rheininsel ist am Rheinufer bei km 406,5 außerdem ein Myriameterstein zu finden.
Die katholische St.-Sebastian-Kirche wurde bis 1905 von Johannes Schroth im neuromanischen Stil errichtet.
Im alten Wasserwerk ist seit 2007 ein Heimatmuseum untergebracht.

### Der Ort in der Literatur
Der Heidelberger Schriftsteller Michael Buselmeier beschreibt im Kapitel „In der Altrheinschleife“ seines Romans Schoppe (1989), wie der Rhein im Naturschutzgebiet Ketscher Rheininsel bei Ketsch noch vielfach seinem ursprünglichen Erscheinungsbild vor der Regulierung durch den badischen Ingenieur Johann Gottfried Tulla im 19. Jahrhundert gleicht.

### Freizeit

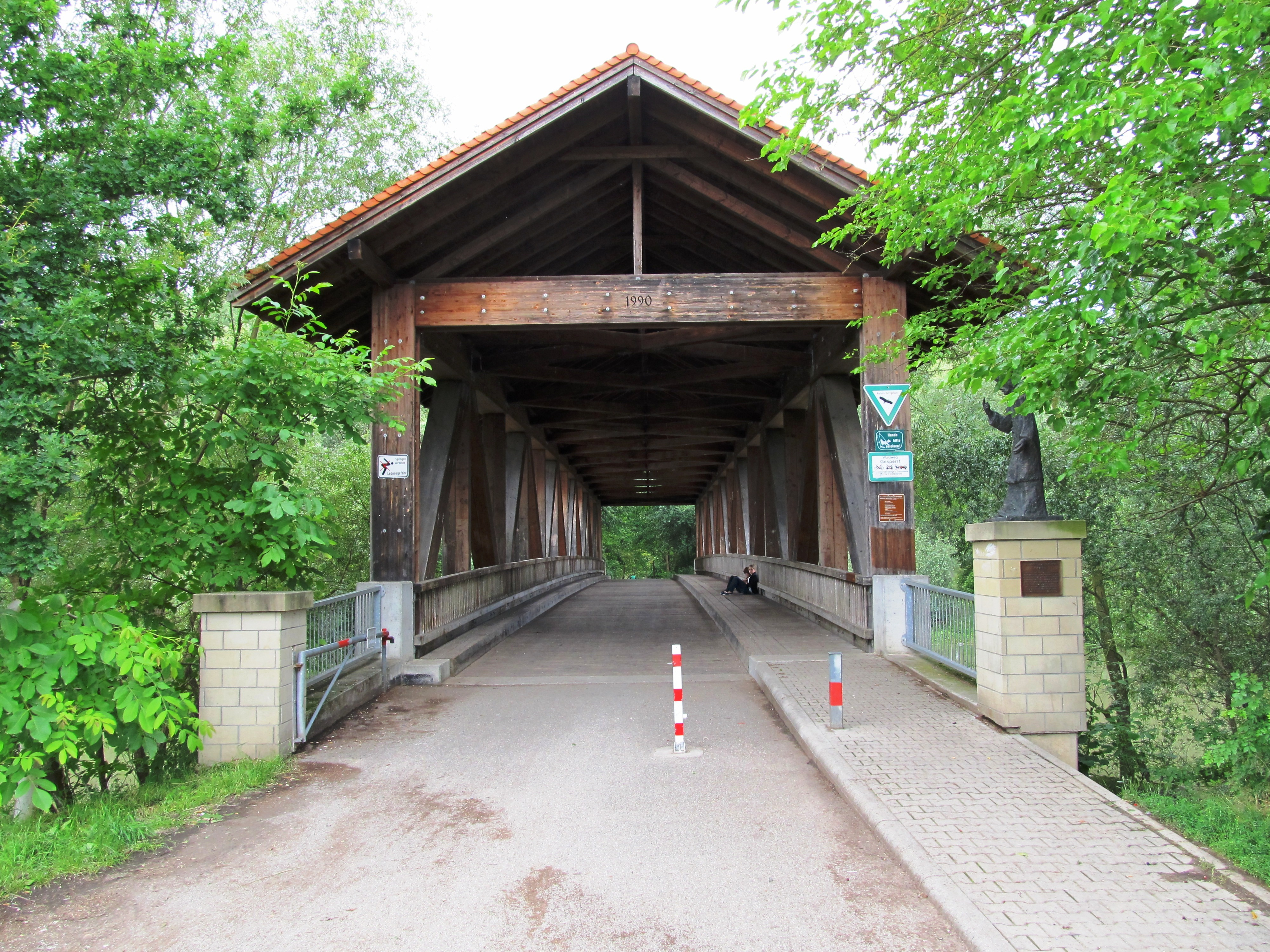
Eine überdachte Holzbrücke über den Altrhein führt in das Naturschutzgebiet Ketscher Rheininsel

2003 wurde das 1973 eröffnete Freibad von Ketsch in großen Teilen renoviert und modernisiert. Neben dem schon bestehenden Becken mit Wellenbad wurden das Springer- und das Schwimmbecken modernisiert und eine ca. 50 Meter lange Wasserrutsche errichtet. Direkt neben dem Freibad befindet sich das 1967 eröffnete Hallenbad, das zur Wintersaison 2007/2008 renoviert und barrierefrei ausgebaut wurde. Das alte Becken wurde durch ein Edelstahlbecken ersetzt.
Neben dem Schwimmbad befindet sich im Bruchgelände auch eine Pumptrack-Anlage. Diese wird durch den Dirtpark (BMX-Park) in der Schwetzinger Straße ergänzt.
An der Speyerer Straße führt eine Holzbrücke über den Altrhein in das weitläufige Naturschutzgebiet Ketscher Rheininsel. Hier sind ausgedehnte Wandermöglichkeiten auf ausgebauten Wegen möglich.
In der Nähe befinden sich der Hohwiesensee und der Anglersee, die bis in die 1950er Jahre durch Kiesausbaggerung entstanden sind. Am Hohwiesensee gibt es eine öffentliche Badestelle. Das Gebiet um den Hohwiesensee trägt den Namen „Hohwiese“ und ist geprägt durch Wochenendhäuser.
Aufgrund des großen Fischbestands in den Flüssen und den Seen der Umgebung ist Ketsch attraktiv für Angler. Es existieren zwei Anglervereine, der ASV Ketsch und der Sportfischerclub Ketsch.
Am dritten Wochenende im Juli findet das traditionelle Fischerstechen an der Hohwiese statt. Im August findet das „Ketscher Backfischfest“ statt.
Im Juni 2016 wurde in Ketsch eine von deutschlandweit 19 alla hopp!-Anlagen eröffnet. Die Anlage befindet sich im Park am alten Wasserwerk und umfasst auf 11.000 m² diverse Bewegungs-, Sport, und Freizeitangebote.

### Sport
Überregional bekannt ist die 1. Frauenmannschaft der TSG Ketsch, die Kurpfalz Bären, welche aktuell in der 3. Bundesliga Frauen spielt und mehrere Jahre in der Handballbundesliga und der 2. Handballbundesliga war. Die 1. Herrenmannschaft der TSG Ketsch, die Moskitos, spielen Handball in der Landesliga RNT. Die Ringer-Mannschaft des KSV Ketsch ringt in der Regionalliga BW. Die 1. Mannschaft (Herren) der Fußballer der Spvgg 06 Ketsch spielt in der Landesliga Rhein-Neckar.

## Wirtschaft und Infrastruktur
Im unweit der Badischen Spargelstraße gelegenen Ketsch spielt seit dem 19. Jahrhundert der Spargelanbau eine wichtige Rolle.
Bis 2022 war in Ketsch eine Regionalgesellschaft mit Lager von Aldi-Süd angesiedelt. Der Standort wird seit dem Wegzug von Aldi-Süd als Logistiklager von John Deere genutzt. In Ketsch befindet sich des Weiteren die Kaffeerösterei der NewCoffee GmbH & Co. oHG, einem eigenständigen Tochterunternehmen der Unternehmensgruppe Aldi-Süd.
In Ketsch befand sich bis 2014 ein Produktionsstandort von Borg Warner. Die verbliebene Verwaltungseinheit sowie das Entwicklungszentrum von Borg Warner wurden 2024 geschlossen. Die Produktionsgebäude wurde rückgebaut und ein neues Logistikzentrum errichtet.
Außerdem befindet sich in Ketsch ein Entwicklungs-, Produktions- und Vertriebsstandort von Hengst Filtration. Der Standort wurde 2020 durch Hengst Filtration von der Bosch Rexroth AG übernommen und entstand ursprünglich aus der in Ketsch ansässigen K. & H. Eppensteiner GmbH & Co. KG (Kauf durch Bosch Rexroth im Jahr 2008).

### Verkehr
Die Autobahn A 6 führt im Osten durch die Gemarkung von Ketsch. In kurzer Entfernung befindet sich im Osten eine Anschlussstelle der A 6 und im Süden eine der A 61.
Die Schnellfahrstrecke Mannheim-Stuttgart führt im Osten parallel zur Autobahn durch das Gemeindegebiet. Von 1912 bis 1968 gab es eine Eisenbahnlinie von Ketsch über Brühl nach Mannheim. Bis 1938 gab es auch eine Straßenbahn nach Schwetzingen.
Den ÖPNV betreibt heute die Busverkehr Rhein-Neckar mit den Regionalbuslinien 710 (Mannheim – Brühl – Ketsch(Bhf) – Schwetzingen, Bhf), 717 (Heidelberg, Stadtwerke – Heidelberg Hauptbahnhof – Oftersheim – Schwetzingen – Ketsch(Bhf)- Hockenheim – Neulußheim – Speyer, Domplatz/Altlußheim, Rebstöckl)
und die Schulbuslinie 728 (Ketsch, Waldsportplatz – Ketsch(Bhf) – Förderschule Schwetzingen)
sowie Linientaxis den Linien 7919 (Schwetzingen, Bhf – Ketsch(Bhf) – Ketsch, Albrecht) und 7922 (Schwetzingen, Bhf – Ketsch(Bhf) – Rohrhof, Lessingstrasse). Ketsch gehört zum Tarifgebiet des Verkehrsverbunds Rhein-Neckar.
Durch Ketsch verläuft die rechtsrheinische Variante des Rheinradwegs. Der Radfernweg ist Bestandteil der Eurovelo-Route 15 (Rheinradweg).

### Medien
Über das lokale Geschehen berichtet die Schwetzinger Zeitung und eine Regionalausgabe der Rhein-Neckar-Zeitung. Das Amtsblatt Ketscher Nachrichten erscheint wöchentlich.

### Bildung
In Ketsch gibt es mit der Alten Schule eine Grundschule sowie mit der Neurottschule eine Grund- und Gemeinschaftsschule. Die Marion-Dönhoff-Realschule Brühl/Ketsch befindet sich am südlichen Ortsrand von Brühl. Weiterführende Schulen gibt es in Schwetzingen und Hockenheim. Die Gemeinde betreibt eine Bücherei.

## Persönlichkeiten

### Ehrenbürger
Die Jahreszahlen geben den Zeitpunkt der Verleihung der Ehrenbürgerwürde wieder.
- 1909: Alfons Blum, Tabakfabrikant
- 1954: Philipp Dörr, langjähriger Gemeinderat
- 1988: Herbert Kemptner, langjähriger Gemeinderat
- 1990: Ferdinand Schmid, Bürgermeister von 1953 bis 1990
- 2002: Robert Fuchs, Heimatforscher
- 2003: Hans Wirnshofer, Bürgermeister von 1990 bis 2006[31]
- 2009: Heinz Keilbach, von 1968 bis 2009 Gemeinderat, 20 Jahre stellvertretender Bürgermeister[32]
- 2019: Helena Moser, langjährige Gemeinderätin[33]
- 2022: Jürgen Kappenstein, Bürgermeister von 2006 bis 2022[34]

### Söhne und Töchter der Stadt
- Emil Limbeck (1909–1978), Politiker (SPD)
- Klaus-Günther Voigtmann (* 1945), Unternehmensberater, Landtagsabgeordneter
- Uli Stielike (* 1954), Fußballspieler und -trainer, Europameister 1980
- David Aichele (* 1999), Basketballspieler

### Persönlichkeiten, die vor Ort gewirkt haben
- Ernst-Otto Meyer (1927–2010), Spieler, Trainer und Vorsitzender der Spvgg 06 Ketsch[35]
- Alexander Pschera (* 1964), Autor und Publizist
- Oliver Kreuzer (* 1965), Fußballbundesligaspieler und Fußballfunktionär